# Castoraeschna margarethae
Castoraeschna margarethae là loài chuồn chuồn trong họ Aeshnidae. Loài này được Jurzitza mô tả khoa học đầu tiên năm 1979.